# Arthur Rimbaud, une biographie
Pour plus de détails, voir Fiche technique et Distribution.
Arthur Rimbaud, une biographie est un film franco-suisse réalisé par Richard Dindo et sorti en 1991.

## Synopsis
Ernest Delahaye, ami d'enfance d'Arthur Rimbaud, se remémore sa rencontre avec le poète et sa famille à Charleville-Mézières. De sa naissance en 1854 jusqu'à sa mort à Marseille en 1891, on assiste à la destinée d'un être hors-norme : 
- Son enfance austère avec son frère et ses sœurs (Isabelle témoigne) sous l'autorité d'une mère en difficulté, car abandonnée par son mari et réduite à élever seule ses quatre enfants…
- Sa précocité d'élève, ses fugues en Belgique et à Paris, son professeur Georges Izambard se les rappelle…
- Ses relations houleuses avec Paul Verlaine, leurs pérégrinations entre Paris, Londres et Bruxelles où Verlaine perça la main d'Arthur d'un coup de revolver le 10 juillet 1873. Leur rupture engendra une œuvre intemporelle d'Arthur : Une saison en enfer.
- En 1875, l'aventurier prend le pas sur le poète qui, s'il abandonne l'écriture de vers, fera un long poème de sa correspondance avec les siens…
- En 1880, après avoir couru aux quatre coins du monde, Arthur va se consumer pendant une décennie sous les soleils d'Aden et du Harar, exerçant diverses activités exotiques…
- Une tumeur à la jambe droite l'oblige à rentrer en France. Après une douloureuse épopée, il arrive à Marseille le 20 mai 1891 à bord du navire L'Amazone des Messageries maritimes. Vu la gravité de son état, il entre le jour même à l'hôpital de La Conception.
- Alertée par télégramme, sa mère prend le premier train pour Marseille. Elle arrive à temps pour être auprès de son fils quand on l'ampute de la jambe le 27 mai 1891. Après un séjour en famille dans les Ardennes, Arthur est contraint de retourner à Marseille, car le cancer s'est généralisé.
- Sa sœur Isabelle restera à ses côtés jusqu'à sa fin.
- « L'homme aux semelles de vent » de 37 ans expire le 10 novembre 1891 dans sa chambre d'hôpital, mais il était déjà ailleurs... Dans son ultime lettre du 9 novembre 1891 adressée au directeur des Messageries maritimes, il lui demandait : « Envoyez-moi donc le prix des services d'Aphinar à Suez… »

## Fiche technique
- Titre original : Arthur Rimbaud, une biographie
- Réalisation et scénario : Richard Dindo
- Décors et costumes : Liliane Hoffmann
- Photographie : Pio Corradi, Helena Vagnières
- Son : André Pinkus, Jean Umansky, Henri Maikoff
- Montage : Richard Dindo, Georg Janett, Catherine Poitevin
- Musique : Philippe Hersant, Alejandro Massó
- Producteurs : Robert Boner, Richard Copans
- Sociétés de production : Ciné Manufacture (Suisse), Télévision suisse romande (TSR), Les Films d'Ici (France), La Sept Cinéma (France)
- Sociétés de distribution : Noedis Prestations (France), Arte Vidéo (France), DEG Multimédia (France)
- Pays d'origine :  France,  Suisse
- Langue de tournage : français
- Format : 35 mm — noir et blanc et couleur — 1.66:1 — monophonique
- Genre : biographique, documentaire
- Durée : 141 minutes
- Date de sortie : 
  - France : 17 juillet 1991[2]
- (fr) Classifications CNC : tous publics, Art et Essai (visa d'exploitation no 72096 délivré le 20 novembre 1991)

## Distribution
- Jacques Bonnaffé : voix off récitant
- Bernard Bloch : Ernest Delahaye
- Christiane Cohendy : Isabelle Rimbaud
- Madeleine Marie : Vitalie Rimbaud, la mère d'Arthur
- Albert Delpy : Georges Izambard
- Jean Dautremay : Paul Verlaine
- Bernard Freyd : Alfred Bardey
- Hans-Rudolf Twerenbold : Alfred Ilg

## Vidéo
- Arthur Rimbaud, une biographie, de Richard Dindo, 1 DVD Zone 2 PAL, 2005, DEG Multimédia.